# Serviette de bain
Pour les articles homonymes, voir Serviette et Essuie.
 (juin 2022).
Si vous disposez d'ouvrages ou d'articles de référence ou si vous connaissez des sites web de qualité traitant du thème abordé ici, merci de compléter l'article en donnant les références utiles à sa vérifiabilité et en les liant à la section « Notes et références ».

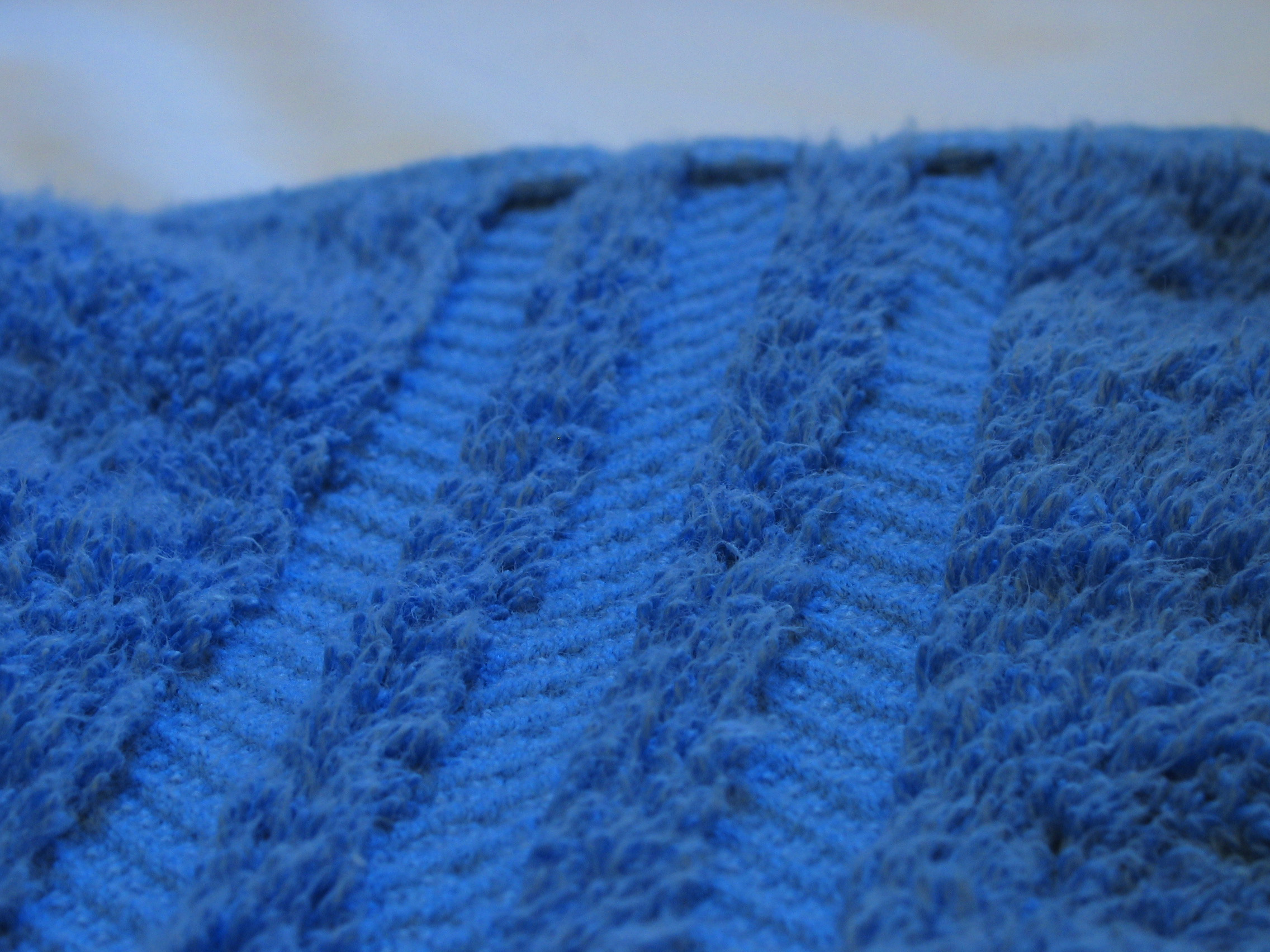
Gros plan d'une serviette de bain, montrant les fibres absorbantes, ainsi qu'un motif décoratif.

Une serviette de bain est une pièce de tissu absorbant, généralement de forme rectangulaire, que l'on utilise pour se sécher le corps, après un bain, une douche ou tout autre épisode où on peut être mouillé (piscine, pluie, transpiration etc.). On parle aussi de serviette de toilette voire d'essuie de bain ou encore drap de bain en Belgique et linge (de bain) en Suisse.

## Usages

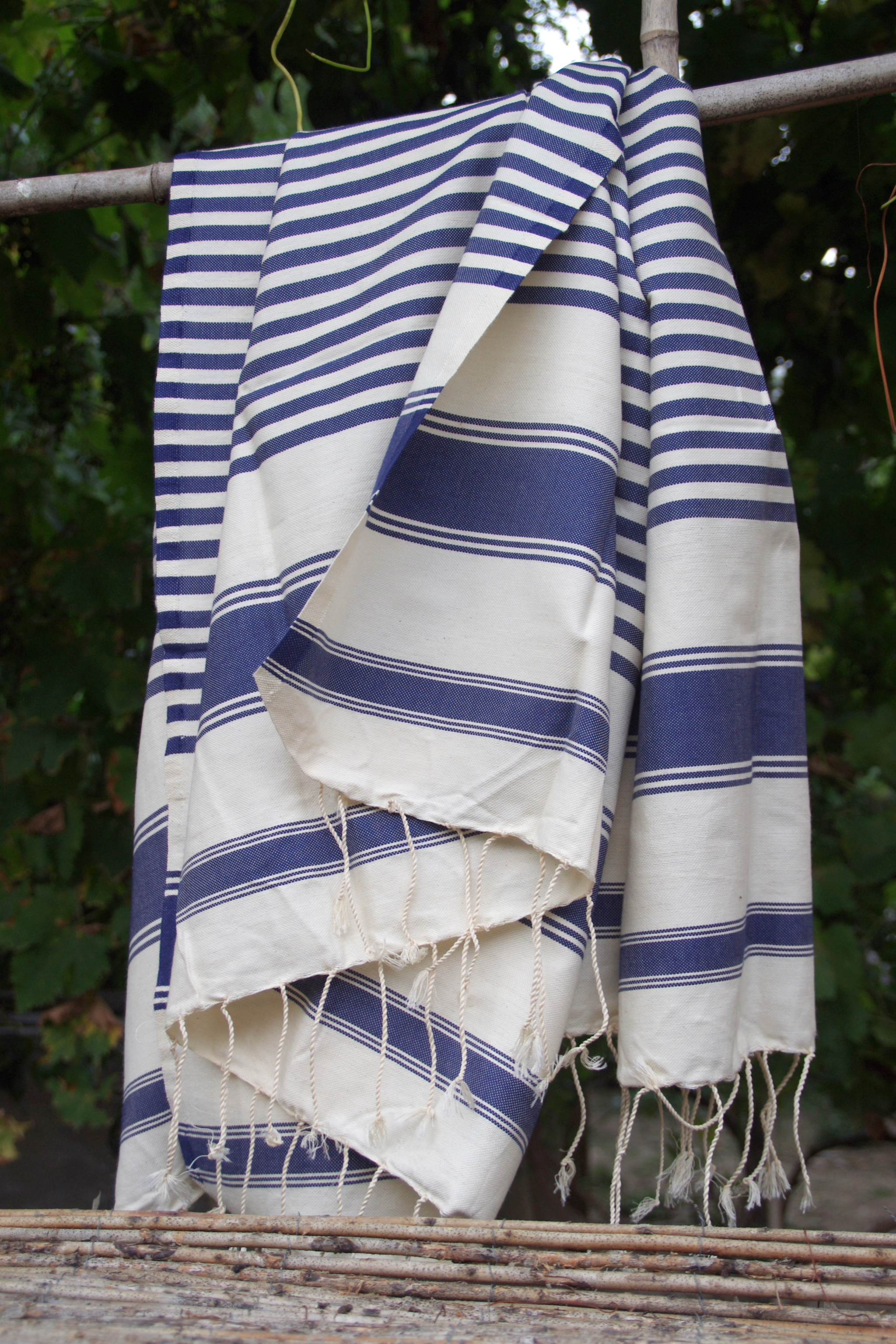
La fouta tunisienne est à l'origine une serviette de hammam.

Les serviettes de bain ne servent pas qu'à s'essuyer. Leurs usages sont extrêmement variés et appellent parfois une lecture sémiotique, à l'instar de l'ensemble du linge de maison ou de corps.
Exemples d'usages pratiques :
- On peut s'en servir pour éviter tout contact direct avec le sol, un rocher ou encore une chaise, pour des raisons essentiellement hygiéniques et de confort. Cette pratique est courante dans les saunas, à la plage, ou dans d'autres endroits où la nudité est chose commune. La serviette de bain a ici une fonction d'intermédiaire entre le corps et son environnement. Elle constitue une sorte de « barrière protectrice ».
- Dans le même type de lieux, on peut également utiliser une serviette de bain comme pièce de vêtement rudimentaire, enroulée autour de la taille (comme un kilt), ou en dessous des épaules (pour masquer également la poitrine), à l'instar d'un peignoir. Il s'agit ici d'assurer le respect de la pudeur.
- Une serviette peut aussi servir à enturbanner des cheveux mouillés.
- Certaines personnes l'utilisent pour faire une écharpe soutenant un bras cassé, d'autres pour porter des objets brûlants, comme une manique.
- En cas d'incendie, une serviette humide permet par ailleurs d'étancher une porte, et d'éviter l'asphyxie.
- Pour le soin des personnes alitées, la technique du bain serviette constitue une alternative douce à la toilette traditionnelle.

Exemples d'usages professionnels :
- Les barbiers utilisent des serviettes humides et chaudes pour préparer la peau au rasage.
- Sur les paquebots, on offre à certains clients des animaux en serviette pliés à la façon d'origamis.
- Les annonceurs utilisent aussi les serviettes de bain comme support promotionnel.

Exemples d'usages symboliques :
- Les supporters ont parfois une serviette aux couleurs de leur équipe.
- On trouve parfois des serviettes dans des danses folkloriques ou des processions.

Utilisée pour le séchage du corps, il conviendra de la renouveler chaque trois jours et de la laisser à l'air libre si elle n'est pas lavée tout de suite.

## Matériaux
Les serviettes de bain sont usuellement en coton, lin et en microfibre.

## Dans la culture

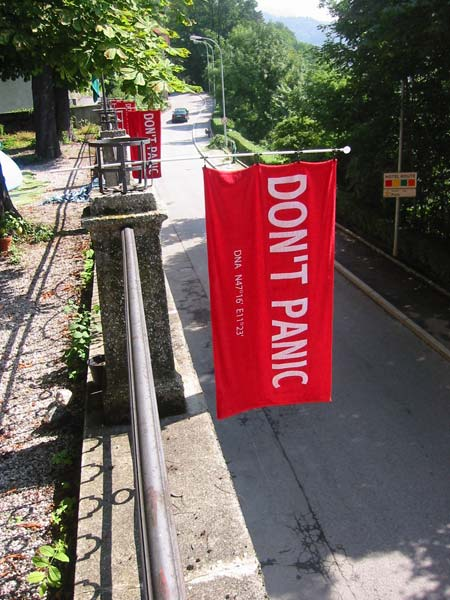
« Jour de la serviette » à Innsbruck

Dans Le Guide du voyageur galactique, les serviettes sont décrites comme l'objet « le plus souvent utile qu'un autostoppeur interstellaire puisse avoir ». Certains fans de Douglas Adams l'ont pris au mot et la serviette est maintenant considérée comme un symbole de dévotion à cet univers de fiction. Chaque 25 mai a lieu le jour de la serviette en mémoire de Douglas Adams.